# Alejandro Pablo Benna
Alejandro Pablo Benna (Buenos Aires, 12 novembre 1959) è un vescovo cattolico argentino, dal 28 maggio 2025 vescovo di Morón.

## Biografia

### Ministero episcopale
Il 28 novembre 2017 papa Francesco lo ha nominato vescovo titolare di Vardimissa edì vescovo ausiliare di Comodoro Rivadavia. Il 23 dicembre dello stesso anno ha ricevuto la consacrazione episcopale nella cattedrale metropolitana di Buenos Aires dal cardinale Mario Aurelio Poli, arcivescovo metropolita di Buenos Aires. Co-consacranti principali sono stati Joaquín Gimeno Lahoz, vescovo di Comodoro Rivadavia, Jorge Rubén Lugones, S.I., vescovo di Lomas de Zamora, Han Lim Moon, vescovo titolare di Tucca di Mauritania e Joaquín Mariano Sucunza, vescovo titolare di Saetabis.
A seguito delle dimissioni, per raggiunti limiti di età, del vescovo Marcelo Alejandro Cuenca Revuelta è stato nominato amministratore apostolico della diocesi di Alto Valle del Río Negro. Il 9 luglio dello stesso anno papa Francesco lo ha nominato vescovo della stessa diocesi. L'8 settembre successivo ne ha preso possesso.
Il 28 maggio 2025 papa Leone XIV lo ha nominato vescovo di Morón; è succeduto a Jorge Vázquez, dimessosi per raggiunti limiti di età. Il 9 agosto successivo ha preso possesso della diocesi.

## Genealogia episcopale
La genealogia episcopale è:
- Cardinale Scipione Rebiba
- Cardinale Giulio Antonio Santori
- Cardinale Girolamo Bernerio, O.P.
- Arcivescovo Galeazzo Sanvitale
- Cardinale Ludovico Ludovisi
- Cardinale Luigi Caetani
- Cardinale Ulderico Carpegna
- Cardinale Paluzzo Paluzzi Altieri degli Albertoni
- Papa Benedetto XIII
- Papa Benedetto XIV
- Papa Clemente XIII
- Cardinale Bernardino Giraud
- Cardinale Alessandro Mattei
- Cardinale Pietro Francesco Galleffi
- Cardinale Giacomo Filippo Fransoni
- Cardinale Carlo Sacconi
- Cardinale Edward Henry Howard
- Cardinale Mariano Rampolla del Tindaro
- Cardinale Antonio Vico
- Arcivescovo Filippo Cortesi
- Arcivescovo Zenobio Lorenzo Guilland
- Vescovo Anunciado Serafini
- Cardinale Antonio Quarracino
- Papa Francesco
- Cardinale Mario Aurelio Poli
- Vescovo Alejandro Pablo Benna